# الخرفان والذئاب: صفقة الخنزير
الخرفان والذئاب: صفقة الخنزير (الروسية: Волки и Овцы: Ход свиньёй) فيلم رسوم متحركة روسي هو الجزء الثاني من الخرفان والذئاب.

## القصة
تعيش بلدة الخرفان والذئاب الموحدة حياة هادئة وهادئة حتى يحضر ضيفان غير متوقعين - ثعلب قطبي ونعاج صغير. لم يتوقع أحد منهم أبدًا أن يجلبوا خطرًا مميتًا، لا يمكن التغلب عليه إلا إذا عملوا معًا. فقط العمل الجماعي يمكنه حل المشكلات الكبيرة والتعامل مع التحديات الخطيرة - حيث توجد قوة في الوحدة.

## وصلات خارجية
- الخرفان والذئاب: صفقة الخنزير على موقع IMDb (الإنجليزية)
- الخرفان والذئاب: صفقة الخنزير على موقع روتن توميتوز (الإنجليزية)
- الخرفان والذئاب: صفقة الخنزير على موقع قاعدة بيانات الأفلام العربية
- الخرفان والذئاب: صفقة الخنزير على موقع ألو سيني (الفرنسية)
- الخرفان والذئاب: صفقة الخنزير على موقع فيلمافينيتي (الإسبانية)
- الخرفان والذئاب: صفقة الخنزير على موقع قاعدة بيانات الفيلم (الإنجليزية)
- الخرفان والذئاب: صفقة الخنزير على موقع ليتربوكسد (الإنجليزية)
- الخرفان والذئاب: صفقة الخنزير على موقع كينوبويسك (الروسية)